# 埃米莉·坎贝尔
埃米莉·坎贝尔（英語：Emily Campbell，1994年5月6日—），英国女子举重运动员。她曾代表英国参加2020年夏季奥林匹克运动会举重比赛，获得女子87公斤以上级银牌。2024年夏季奧林匹克運動會女子81公斤以上級舉重比賽銅牌得主。